# ایرنه ویا
ایرنه ویا (انگلیسی: Irene Villa؛ زادهٔ ۲۱ نوامبر ۱۹۷۸) روزنامه‌نگار، نویسنده و ورزشکار اهل اسپانیا است. او در دوازده سالگی بر اثر حمله گروه جدایی‌طلب اتا در مادرید پاهایش را از دست داد و پس از آن بود که به چهره‌ای سیاسی بدل شد.